# 카날오브소치

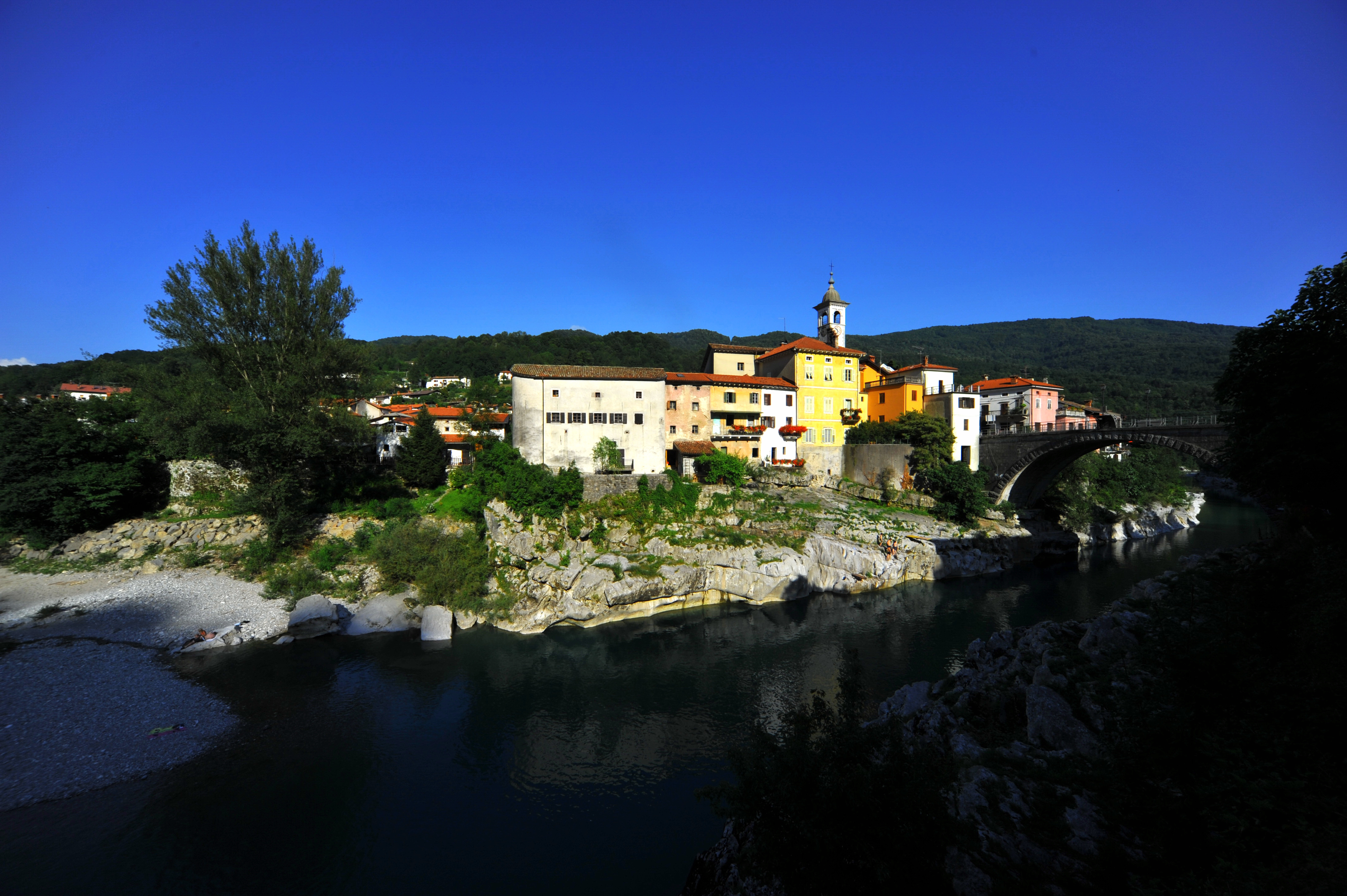
카날오브소치

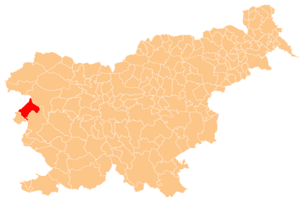
카날오브소치의 위치

카날오브소치(슬로베니아어: Kanal ob Soči, 이탈리아어: Canale d'Isonzo 카날레디손초[*], 독일어: Kanalburg 카날부르크[*]) 또는 카날(Kanal)은 슬로베니아의 도시로 면적은 146.5km2, 높이는 106m, 인구는 5,978명(2002년 기준), 인구 밀도는 40.8명/km2이다.